# Выставочные игры КХЛ — НХЛ
Товарищеские игры КХЛ—НХЛ — серия игр с участием клубов Континентальной хоккейной лиги и Национальной хоккейной лиги. После встречи за Кубок Виктории между «Нью-Йорк Рейнджерс» и магнитогорским «Металлургом», руководители лиг договорились о проведении товарищеских матчей между своими командами. В 2010 году клубы НХЛ и КХЛ провели между собой два матча. После чего команды больше не встречались.

## Матчи
| Год       | Дата       | Команда КХЛ              | Счёт | Команда НХЛ         | Место проведения (город, страна)         |
| --------- | ---------- | ------------------------ | ---- | ------------------- | ---------------------------------------- |
| 2008      | 01.10.2008 | «Металлург» Магнитогорск | 3:4  | Нью-Йорк Рейнджерс  | ПостФинанс-Арена (Берн, Швейцария)       |
| 2010      | 04.10.2010 | СКА Санкт-Петербург      | 5:3  | Каролина Харрикейнз | Ледовый дворец (Санкт-Петербург, Россия) |
| 2010      | 06.10.2010 | «Динамо» Рига            | 1:3  | Финикс Койотис      | Арена Рига (Рига, Латвия)                |
| Результат | 3 матча    | 1 победа                 | 9-10 | 2 победы            |                                          |